# Lenti
Lenti (Duits: Nempthy) is een plaats (város) en gemeente in het Hongaarse comitaat Zala. Lenti telt 8421 inwoners (2007).